# 舟小抹香鲸属
舟小抹香鲸属（学名：Scaphokogia）是小抹香鲸科下的一个属。

## 下属物种
本属包括以下物种：
- †Scaphokogia cochlearis Muizon, 1988
- †大面舟小抹香鲸 Scaphokogia totajpe Benites-Palomino, Velez-Juarbe, Salas-Gismondi & Urbina, 2020[2]